# Моісеєв Микита Миколайович
Микита Миколайович Мойсеєв (10 [23] серпня 1917, Москва — 29 лютого 2000, там же) — радянський і російський учений в галузі загальної механіки та прикладної математики, академік АН СРСР (1984; РАН з 1991) і ВАСГНІЛ (1985;). Засновник та перший декан ФУПМ МФТІ (1969). Засновник та керівник низки наукових шкіл. Автор 35 монографій, 10 навчальних посібників та понад 300 наукових та науково-популярних статей. Праці з динаміки твердого тіла з рідиною, чисельним методам математичної фізики, теорії оптимізації управління та ін.
Керівник досліджень з розробки математичної моделі екологічних наслідків ядерної війни (т. зв. «ядерна зима»), що стали широко відомими у світі і вплинули на укладення договорів між СРСР та США щодо обмеження гонки ядерних озброєнь.

## Інтернет-ресурси
- Photo-Archive Nikita Moiseev [Архівовано 21 лютого 2020 у Wayback Machine.]
- List of publications by N.N. Moiseev
- UNEP Global 500 Roll of Honour/Laureates for Environmental Achievement
- Моісеєв Микита Миколайович: твори у бібліотеці (WorldCat каталог)
- N. N. Moiseev sci. works
- Nikita N. Moiseev. How Far It Is to Tomorrow. Reflection of an Eminent Russian Applied Mathematician. 1917-2000. / Preface by prof. Felix I. Ereshko. Birkhauser. Translated by Robert G. Burns and Iouldouz S. Ragimov, 2022. Toronto, ON, Canada. ISBN 978.3.030.96650.8, ISBN 978.3.030.96651.5 (eBook); http://doi.org/10.1007/978-3-030-96651-5. 392 p. (англ.)